# Crimson Peak
Crimson Peak (Crimson Peak: A Colina Vermelha (título em Portugal) ou A Colina Escarlate (título no Brasil)) é um filme estado-unidense do género romance gótico, realizado por Guillermo del Toro e escrito por este e Matthew Robbins. O filme tem no elenco Mia Wasikowska, Tom Hiddleston, Jessica Chastain, Charlie Hunnam e Jim Beaver. Foi produzido pela Legendary Pictures, distribuído pela Universal Pictures, e lançado nos Estados Unidos a 16 de outubro de 2015.
O filme foi exibido no Brasil em 15 de outubro, em Portugal foi lançado a 22 de outubro e em Angola e Moçambique a 23 de outubro de 2015.

## Sinopse
Situada em Cúmbria, numa mansão em ruínas duma região basicamente rural e montanhosa do norte da Inglaterra no começo do século XX, a jovem autora Edith Cushing apaixona-se e casa-se com Sir Thomas Sharpe, mas descobre que este não é quem parece ser. Sua casa abriga fantasmas, entidades misteriosas, que Thomas e sua irmã, Lady Lucille Sharpe, desesperada e ferozmente tentaram esconder.

## Elenco
- Mia Wasikowska como Edith Cushing
- Sofia Wells como Edith (criança)[11]
- Jessica Chastain como Lady Lucille Sharpe[12]
- Tom Hiddleston como Sir Thomas Sharpe[3][13][14]
- Charlie Hunnam como Doutor Alan McMichael[13]
- Jim Beaver como Carter Cushing[15]
- Emily Coutts como Eunice McMichael
- Matia Jackett como Eunice (miúda)[11]
- Leslie Hope como Senhora McMichael[16]
- Burn Gorman como Holly[17]
- Laura Waddell como Pamela Upton[18]
- Doug Jones[19]
- Javier Botet[19][20]
- Ron Bottitta como Dobrador[18]